# Gilley (Doubs)
Gilley ist eine französische Gemeinde mit 1805 Einwohnern (Stand: 1. Januar 2022) im Département Doubs in der Region Bourgogne-Franche-Comté. Sie gehört zum Arrondissement Pontarlier und ist Mitglied im Gemeindeverband Communauté de communes entre Doubs et Loue. Die Bewohner werden Gillois und Gilloises genannt.

## Geographie
Gilley liegt auf 871 m etwa 18 Kilometer nordöstlich der Stadt Pontarlier (Luftlinie). Das Dorf erstreckt sich im Jura, an sonniger Lage am Südfuß des Mont Chaumont, auf dem Hochplateau von Gilley, nördlich des Taleinschnitts des Doubs.
Die Fläche des 17,27 km² großen Gemeindegebiets umfasst einen Abschnitt des französischen Juras. Der zentrale Teil des Gebietes wird vom Hochplateau von Gilley eingenommen, das rund fünf Kilometer lang und fast drei Kilometer breit ist und durchschnittlich auf 870 m liegt. Es ist überwiegend von Wiesen- und Weideland bedeckt. Das Plateau besitzt keine oberirdischen Fließgewässer, weil das Niederschlagswasser im verkarsteten Untergrund versickert. Nach Nordwesten erstreckt sich das Gemeindeareal über einen relativ steilen Hang bis auf den breiten Kamm, der sich vom Crêt Monniot nach Nordosten zum Mont Chaumont hinzieht und sich danach im Bereich des Passübergangs Col du Tonet (965 m) in der Krete des Bois d’Orchamps fortsetzt. In geologisch-tektonischer Hinsicht bildet dieser Höhenzug eine Antiklinale des Faltenjuras und ist gemäß der Streichrichtung des Gebirges in dieser Region in Richtung Südwest-Nordost orientiert. Im Kammbereich dieses Höhenrückens, auf dem mit 1083 m die höchste Erhebung von Gilley erreicht wird, befinden sich ausgedehnte Hochweiden. Nach Nordosten reicht der Gemeindeboden in die Waldgebiete Bois de la Joux-Dessous und Bois de la Joux-Dessus.
Zu Gilley gehören neben dem eigentlichen Ort auch verschiedene Weiler und zahlreiche Einzelhöfe, darunter:
- Le Lava (865 m) am südlichen Rand des Plateaus von Gilley über dem Tal des Doubs
- Les Seignes (860 m) auf dem Plateau von Gilley
- Les Vies-de-Vennes (885 m) am Rand des Plateaus von Gilley am Fuß des Mont Chaumont
- Les Baraques (1035 m) auf dem Kamm des Mont Chaumont

Nachbargemeinden von Gilley sind Longemaison, Flangebouche und Orchamps-Vennes im Norden, Fournets-Luisans und Les Combes im Osten, Pays-de-Montbenoît im Süden sowie La Chaux und Arc-sous-Cicon im Westen.

## Geschichte
Im Mittelalter gehörte Gilley zur klösterlichen Herrschaft Montbenoît. Zusammen mit der Franche-Comté gelangte das Dorf mit dem Frieden von Nimwegen 1678 an Frankreich. Seit 1947 gehört Gilley auch zu der Mikronation Freie Republik Saugeais (République du Saugeais).

## Sehenswürdigkeiten
Die Dorfkirche Sainte-Anne wurde im 17. Jahrhundert erbaut und im 18. Jahrhundert verändert. Im Ortskern sind verschiedene Bauernhäuser aus dem 18. und 19. Jahrhundert im traditionellen Stil des Haut-Doubs erhalten. Der Weiler Le Lava zeigt mit seiner Gebäudegruppe ein schönes Beispiel ländlicher Architektur.

## Bevölkerung
| Jahr                       | 1962 | 1968 | 1975 | 1982 | 1990 | 1999 | 2016 |
| Einwohner                  | 901  | 942  | 978  | 1040 | 1149 | 1253 | 1636 |
| Quellen: Cassini und INSEE |      |      |      |      |      |      |      |

Mit 1805 Einwohnern (Stand 1. Januar 2022) gehört Gilley zu den kleineren Gemeinden des Départements Doubs. Nachdem die Einwohnerzahl in der ersten Hälfte des 20. Jahrhunderts stets im Bereich zwischen 840 und 900 Personen gelegen hatte, wurde seit Beginn der 1960er Jahre ein kontinuierliches Bevölkerungswachstum verzeichnet.

## Wirtschaft und Infrastruktur
Gilley war bis ins 20. Jahrhundert hinein ein vorwiegend durch die Landwirtschaft (Viehzucht und Milchwirtschaft, Ackerbau) und die Forstwirtschaft geprägtes Dorf. Heute ist Gilley die einwohnerstärkste Gemeinde des Kantons Montbenoît und nimmt zentralörtliche Funktionen für das nahe Umland wahr. In der Gemeinde sind vor allem Betriebe der Feinmechanik, der Holzverarbeitung, des Baugewerbes und des Transportgewerbes vertreten sowie verschiedene Geschäfte des Einzelhandels.
Die Ortschaft liegt abseits der größeren Durchgangsstraßen. Straßenverbindungen bestehen mit Morteau, Montbenoît, Bugny, Arc-sous-Cicon, Avoudrey und Orchamps-Vennes. Gilley besitzt einen Bahnhof an der Eisenbahnstrecke von Besançon nach Le Locle. Der Betrieb der ehemaligen Bahnlinie von Gilley nach Pontarlier wurde eingestellt.